# Oleksandr Kas"jan
Oleksandr Jurіjovyč Kas"jan (in ucraino Олександр Юрійович Кас'ян?; Bezimenne, 27 gennaio 1989) è un calciatore ucraino, attaccante svincolato.

## Carriera
Ha giocato nella massima serie dei campionati ucraino, russo ed uzbeko.